# Xiphioidea
De Xiphioidea zijn een superfamilie van grote, pelagische roofvissen die in alle oceanen van de wereld leven. Binnen de zwaardvisverwanten worden twee families onderscheiden, de Xiphiidae met de zwaardvis als enige recente soort, en de Istiophoridae, waartoe men negen tot elf soorten telt.

## Naamgeving
De Xiphioidea werden in 1810 benoemd door Constantine Samuel Rafinesque-Schmaltz.

## Kenmerken
Xiphioidea worden honderdtachtig tot vijfhonderd centimeter lang. Hun lichaam is ontworpen om snel te zwemmen, langwerpig en spoelvormig of zijdelings afgeplat. De groep wordt gekenmerkt door een langwerpig bovenkaakrostrum, dat bij de zwaardvis is afgeplat als een zwaard en bij speervissen een ronde doorsnede heeft. De borstvinnen van alle Xiphioidea zijn stijf en slank, net als de buikvinnen van marlijnen. Ze zijn afwezig bij de zwaardvis. De rug- en anaalvinnen zijn altijd in tweeën gedeeld, een grote uitstekende vin en een kleiner, verder naar achteren gelegen deel dat dezelfde functie heeft als de overeenkomende vin van andere Scombroidei. De staartvin is erg stijf, sikkelvormig en vormt het belangrijkste voortstuwingsorgaan. De spieren van de romp werken voornamelijk hierop in via pezen. De staartbasis wordt gestabiliseerd door een kiel aan elke kant bij de zwaardvis en twee kielen aan elke kant bij de marlijn.

## Systematiek
Het begrip Xiphioidea wordt niet vaak meer gebruikt. Samen met de verwante barracuda werden de verwanten van de zwaardvis toegewezen aan de makreelachtigen, maar staan fylogenetisch niet erg dicht bij slangmakreel, haarstaart, makreel en tonijn, maar zijn nauwer verwant aan horsmakreel, snoek, maanvis, schuttersvis en platvis. Betancur-R. en collega's hebben ze daarom toegewezen aan de groep Carangaria bij hun herziening van het beenvissensysteem en hebben ze deze tot de rang van orde verheven. In een herziening van de orde Carangiformes gepubliceerd in mei 2020, werden de verwanten van de zwaardvis daarentegen in deze orde opgenomen met de rang van onderorde. De herziening werd begin juni 2020 goedgekeurd door de maandelijks bijgewerkte systematische visdatabank Eschmeyer's Catalogue of Fishes. De zustergroep van de zwaardvisverwanten zijn de maanvissen (Menidae), die slechts één recente vertegenwoordiger hebben, Mene maculata. Maanvis- en zwaardvisverwanten vormen samen de onderorde Menoidei binnen de Carangiformes.

## Fossiel voorkomen
Naast de twee bestaande families zijn er drie uitgestorven families beschreven die alleen bekend zijn van fossielen, de Hemingwayidae, de Palaeorhynchidae en de Blochiidae. De eerste verschenen 56 miljoen jaar geleden in het Paleoceen, de tweede 53 miljoen jaar geleden in het Vroeg-Eoceen en en de laatste 14 miljoen jaar geleden geleden in het Midden-Mioceen. De Xiphiidae verschenen 53 miljoen jaar geleden in het Vroeg-Eoceen, Xiphias 15 miljoen jaar geleden in het midden Mioceen - op hetzelfde moment dat ook de eerste Istiophoridae verschenen.